# Fernando Garcete
Fernando Gastón Garcete Cano (ur. 10 września 2002 w Asunción) – paragwajski piłkarz występujący na pozycji środkowego pomocnika, od 2024 roku zawodnik argentyńskiego Crucero del Norte.